# Vlad Tudorache
Vlad Marian Tudorache (sinh ngày 16 tháng 2 năm 1995) là một cầu thủ bóng đá người România thi đấu ở vị trí tiền vệ cho đội bóng Liga II Afumați. Tudorache có màn ra mắt chuyên nghiệp cho Jiul Petroșani lúc mới chỉ 17 tuổi, sau đó anh thi đấu cho Universitatea Petroșani và đội dự bị của Dinamo București và FC Voluntari trước khi anh chuyển đến Afumați vào mùa hè năm 2016.